# Nilufar Rahmani
Nilufar Rahmani (1992. szeptember 27. – ) hadnagy a modern Afganisztán első pilótanője volt. Négy férfi társával együtt 2013. május 14-én vette át alapdiplomáját. 2016-ban menedékjogot kért az Amerikai Egyesült Államokban, mert hazájában féltette testi épségét.

## Katonai karrier
Nilufar Rahmani hadnagy az afganisztáni Herat tartományban lévő Shindad Légibázison végezte el társaival együtt a 145,5 repülési órából és 197 bevetésből álló kiképzését. A leendő pilóták először Cessna 182 merevszárnyú repülőgépet vagy MD 530 forgószárnyas repülőgépet használták. A frissen felavatott tisztek a képzés következő szakaszában Cessna 208 repülőgépen vagy Mi–8 helikoptereken tanultak. A kiképzés az Egyesült Államok mentorálása keretében, amerikai kiképző tisztek részvételével folyt,aminek része volt az egyéves angol nyelvkurzus elvégzése is. Nilufar Rahmani ezt követően vette át hadnagyi (Second lieutenant) kinevezését, majd Cessna 208 típusú repülőgéppel folytatta a kiképzést.
A fiatal hadnagyot, saját bevallása szerint, több dolog motiválta a karrierválasztásban. Egyfelől édesapja ambícióit szerette volna valóra váltani, másfelől be akarta bizonyítani, hogy Afganisztánban egy nő is lehet pilóta, amivel példát akart mutatni más nőknek az országban.

## Média és társadalmi ismertség
Nilufar Rahmani női pilótaként egyedülálló jelenség volt az iszlám Afganisztánban, ezért kinevezése fontos hírként jelent meg mind a nyugati, mind a közel-keleti társadalmakban. Karrierje ellenzést váltott ki az afgán társadalom tradicionalista rétegeiből, és számos fenyegetést kapott.
A hadnagy elmondta: karrierje során gyakran ütközött kulturális akadályokba, és bevallása szerint kevés támogatást kapott az őt és családját érő fenyegetések ügyében kollégáitól és feletteseitől.

## Magánélete
Nilufar Rahmani Kabulban nőtt fel, gyerekkora gyakran háborús körülmények között telt. Egy fivére és három lánytestvére van. Úgy írta le családját, mint amely „mindig szerette és támogatta őt”.
Nilufar Rahmani gyerekkora óta pilóta szeretett volna lenni. A hadnagy szerint ebben legfőbb példaképe édesapja volt, akinek szintén régi álma volt a pilótakarrier, ám az nem valósulhatott meg.
Nilufar Rahmani 2016-ban menedékjogot kért az Amerikai Egyesült Államokban, mert hazájában féltette testi épségét, mivel a szélsőséges táliboktól, sőt néhány rokonától is halálos fenyegetéseket kapott.